# Marie-Odile Legrand
Pour les articles homonymes, voir Legrand.
Marie-Odile Legrand (née Massard le 30 juin 1957 à Suresnes) est une athlète française, spécialiste du saut en longueur.

## Biographie
Elle est sacrée championne de France du saut en longueur en 1983 et championne de France en salle en 1982 et 1984.